# Freudenthalalgebra
Inom matematiken är Freudenthalalgebror vissa Jordanalgebror konstruerade från sammansättningsalgebror.

## Definition
Anta att C är en sammansättningsalgebra över en kropp F och att a är en diagonalmatris i GLn(F). En reducerad Freudenthalalgebra definieras som en Jordanalgebra lika med mängden av 3 gånger 3-matriser X över C så att XTa=aX. En Freudenthalalgebra är en godtycklig böjd form av en reducerad Freudentalalgebra.